# 日高遺跡
座標: 北緯36度22分11.8秒 東経139度01分54.5秒 / 北緯36.369944度 東経139.031806度
日高遺跡（ひだかいせき）は、群馬県高崎市日高町・中尾町にある弥生時代の集落の遺跡。1989年（平成元年）11月9日、国の史跡に指定された。

## 概要
榛名山東南麓に広がる相馬ヶ原扇状地南端部に位置する。浅間山を噴出源とする火山灰層に覆われており、弥生時代の集落が良好な状態で保存されている。扇状地端の谷部には足跡や畦を支える木組遺構を当時のままに残した水田跡があり、谷の西側の微高地には方形周溝墓、土坑墓、壺棺からなる墓域、さらに東側の微高地には居住域のあることが確認されている。近接する水田（生産域）、居住域、墓域の組み合わせによって、当時の暮らしを総合的に知りうる重要な遺跡である。
1977年（昭和52年）、関越自動車道建設に伴う事前調査によって発見され、1978年（昭和53年）に保存が決定され、所有者の同意を得られた区域について、1989年（平成元年）に史跡指定が行われた。また、2000年（平成12年）3月7日、それまで未公有化地であった部分も、所有者の合意により、追加で史跡となった。
1993年（平成5年）度から2008年（平成20年）度にかけて行われた遺跡範囲確認の発掘調査では、水田跡のほか、史跡地内に環壕集落が残存していることが確認された。
また、現在は日高遺跡の史跡公園整備事業が進められており、JR上越線北側のエリアが開園している。